# 小行星9586
小行星9586（英語：9586）是一颗围绕太阳公转的小行星。1990年9月16日，亨利·E·霍爾特在帕洛马山发现了此天体。
这颗小行星的绝对星等为94.35591064208351等。